# Ingrandes-le-Fresne-sur-Loire
Ingrandes-le-Fresne-sur-Loire è un comune francese di 3.069 abitanti situato nel dipartimento del Maine e Loira nella regione dei Paesi della Loira. È stato istituito il 1 gennaio 2016 dalla fusione dei precedenti comuni di Ingrandes e Le Fresne-sur-Loire; il 1° gennaio 2024 è confluito al suo interno anche il comune di Saint-Sigismond.